# Wisteria Lane (programa de radio)
Wisteria Lane es un programa de radio que se emite por Radio 5, emisora adscrita a Radio Nacional de España, que trata diversos temas relevantes para el colectivo LGTB con un punto de humor. Presentado por Paco Tomás, se emite las noches del sábado y el domingo de 23:30 a 00:00h.

## Historia
La primera emisión de Wisteria Lane tuvo lugar el sábado 11 de septiembre de 2010, en horario de 23:00 a 00:00 horas, siendo la sustitución de Las aceras de enfrente otro programa de temática similar que se emitía en RNE.
Paco Tomás escogió el nombre en referencia a la calle donde se desarrolla la serie de televisión Mujeres desesperadas, que entonces se estaba emitiendo en España, sin que por ello tuviera una especial connotación LGTB. Desde casi el principio, reutilizó el personaje de Xisca Tangina Martorell del programa La Transversal que él mismo había presentado los tres años anteriores.
La Federación Estatal de Lesbianas, Gais, Transexuales y Bisexuales (FELGTB) reconoció en 2013 la labor del programa con el Premio Pluma Mediática, que recogieron Paco Tomás y la escritora Rosa Montero.